# Alexandru Dincă (ziarist)
Alexandru Dincă (n. 14 noiembrie 1936 – d. 1998) a fost un opozant al regimului comunist.

## Biografie
Alexandru Dincă s-a născut la 14 noiembrie 1936 în București. După absolvirea liceului s-a înscris la Facultatea de Drept din cadrul Universității București. În perioada când era student în anul II a participat la mișcările revendicative ale studenților din București în 1956 (vezi Mișcările studențești din București din 1956). A fost printre organizatorii manifestației care urma să aibă loc în Piața Universității în ziua de 5 noiembrie 1956. A fost arestat în la 6 noiembrie 1956, la o zi după manifestația programată. Ancheta sa a fost condusă de locotenent colonel Constantin Popescu, căpitan Gheorghe Enoiu, locotenent major Iosif Moldovan, locotenent major Vasile Dumitrescu, locotenent major Gheorghe Vasile, locotenent major Constantin Oprea și locotenent Nicolae Urucu. A fost judecat în lotul "Mitroi", iar prin sentința Nr. 534 din 19 aprilie 1957 a Tribunalului Militar București a fost condamnat la 6 luni închisoare corecțională. A fost eliberat, după executarea sentinței, la 28 mai 1957.
După eliberare s-a înscris la Academia de Studii Economice. După terminarea studiilor universitare, a lucrat ca economist la Întreprinderea de Drumuri, București. După 1989 s-a înscris în Partidul Național Liberal ajungând director al ziarului "Viitorul". A murit în 1998.